# سن-ایلاریون، کبک
سَن-ایلاریون (به فرانسوی: Saint-Hilarion) قصبه‌ای در منطقه شهری شارلووا ناحیه کاپیتل-ناسیونال در استان کبک کانادا است. در سرشماری سال ۲۰۱۱ این قصبه ۱٬۱۱۱ نفر جمعیت داشته‌است و مساحت آن ۹۷٫۷۷ کیلومتر مربع است.